# Joseph Paul-Boncour
Joseph Paul-Boncour (Saint-Aignan, 4 agosto 1873 – Parigi, 28 marzo 1972) è stato un politico francese.

## Biografia
Ebbe il primo incarico governativo nel 1911 e nel 1931 fondò l'Unione Socialista repubblicana.
Fu ministro della Guerra nel 1932 e Presidente del Consiglio dei ministri dal 18 dicembre 1932 al 31 gennaio 1933; delegato permanente presso la Società delle Nazioni dal 1932 al 1936 e il ministro degli Esteri nel 1933.
Nel luglio 1940 fu tra i 24 parlamentari che rifiutarono i pieni poteri a Pétain.
Fu delegato alla conferenza di San Francisco e firmatario della carta dell'ONU.